# بيل تشيس
بيل تشيس (بالإنجليزية: Bill Chase)‏ هو عازف جاز وكاتب أغاني أمريكي، ولد في 20 أكتوبر 1934 في كوينسي في الولايات المتحدة، وتوفي في 9 أغسطس 1974 في جاكسون في الولايات المتحدة.

## وصلات خارجية
- بيل تشيس على موقع ميوزك برينز (الإنجليزية)
- بيل تشيس على موقع أول ميوزيك (الإنجليزية)
- بيل تشيس على موقع ديسكوغز (الإنجليزية)